# Matijaš Laáb
Matijaš (Matija) Laáb (mađ.: Laáb Mátyás; Bizonja, o. 1746. – Novo Selo, 7. kolovoza, 1823.), hrvatski (gradišćanski) pisac, svećenik i prevoditelj.

## Životopis
Rođen je bio kod Možuna-Ugarskog Starog Grada, 1790. godine je počeo djelovati u đurskoj biskupiji, kao kapelan u Ciklešu četiri godine. Šest godina je bio svećenik u Vedešinu, od 1797. godine do smrti svećenik u Novom Selu.
Napisao je dva katekizma. Laáb je mislio obnoviti gradišćanskohrvatski jezik te se sukobio s cenzorom Ivanom Mikačom i đurskim biskupom.
U rukopisu mu je ostao prvi prijevod Novog zavjeta oko 1812. godine, ali prijevod nije objavljen. 1952. godine Ivan Jakšić i Martin Meršić su preveli i objavili gradišćanski Novi Zakon.

## Djela
- Prijevod Novog zavjeta (1812.)
- Krátka summa velíkoga óbcsinszkoga katekízmusa za ucsnyu mláje druzsíne Gornyih Ug'rszki Horvátov osebito z délan krez Laáb Mathiasa Novoszélszkoga farnika (1814.)
- Véliki óbcsinszki katekizmus za Górnye Ugrszke Horváte oszebíto zi délan krez Laáb Mathiása Novoszélszkoga fárnika va Budimu (1820.)